# Wolfgang Klemperer
Pour les articles homonymes, voir Klemperer.
Wolfgang Benjamin Klemperer (18 janvier 1893 - 25 mars 1965), éminent scientifique et ingénieur en aéronautique, fut l'un des pionniers de l'aviation moderne,.

## Premier brevet mondial de pilote de planeur
Klemperer fut le premier pilote de planeur allemand: en 1921, sur le modèle "Blaue Maus", il dépassa de 13 min le précédent record de durée de 9 min établi par Orville Wright . En conséquence, il obtint son brevet de pilote de planeur, délivré par l'Association des clubs allemands de vol à voile et de modélisme, avec le numéro de série 1, étant le tout premier brevet de pilote de planeur jamais délivré dans le monde.
Il est intronisé au Soaring Hall of Fame depuis 1954.